# The Legend of Zelda: A Link to the Past
The Legend of Zelda: A Link to the Past (übersetzt etwa Die Legende von Zelda: Eine Verbindung zur Vergangenheit; jap. ゼルダの伝説 神々のトライフォース Zeruda no Densetsu: Kamigami no Toraifōsu, etwa „Die Legende von Zelda: Triforce der Götter“) ist ein Action-Adventure, das ursprünglich zuerst für das Super Nintendo Entertainment System (SNES) erschien und Teil der The-Legend-of-Zelda-Reihe ist. Es wurde zuerst 1991 in Japan und dann 1992 in Nordamerika und Europa veröffentlicht. Das Spiel wurde auf dem SNES über 4,61 Millionen Mal verkauft und zählt damit zu den meistverkauften Spielen dieser Plattform. 2013 ist der indirekte Nachfolger The Legend of Zelda: A Link Between Worlds für den Nintendo 3DS erschienen.

## Handlung
Der böse Ganon, in Gestalt des Zauberers Agahnim, versucht das Siegel zu brechen, das ihn in der Schattenwelt, dem ehemaligen Goldenen Land, gefangen hält. Dazu schließt er die Nachfahren der Weisen, die einst das Siegel schufen, darunter auch Prinzessin Zelda, in Kristalle ein und hält sie in der Schattenwelt gefangen. Link muss zunächst drei Amulette, das Masterschwert und eine Mondperle in den Tempeln Hyrules finden, um schließlich alle sieben Mädchen aus der Schattenwelt zu befreien. Zusammen mit den Weisen macht er sich auf, Ganon zu besiegen und das heilige Triforce zurückzugewinnen.

## Spielprinzip
A Link to the Past ist ein Action-Adventure. Dementsprechend fokussiert sich das Spielprinzip darauf, die Spielwelt zu erkunden, Gegner zu bekämpfen und Rätsel zu lösen. Die Spielfigur Link wird dabei aus der Third-Person-Perspektive mithilfe des Steuerkreuzes in horizontaler und vertikaler Richtung durch die in einzelne, bildschirmfüllende Bereiche unterteilte Spielwelt gesteuert. Das Geschehen wird ausschließlich aus der Vogelperspektive dargestellt.
Zu Beginn des Spiels erhält Link Schwert und Schild. Im späteren Verlauf erhält er weitere Gegenstände (Items), die neue Aktionen ermöglichen und mit denen teilweise neue Bereiche der Spielwelt betreten werden können. Das Schwert ist dabei fest einer Taste zugeordnet, mit der kontextsensitiv auch Charaktere angesprochen, Schilder gelesen und weitere Interaktionen durchgeführt werden können. Einer weiteren Taste kann der Spieler eines der übrigen Items zuweisen, während die X-Taste eine Karte der Spielwelt aufruft.
Ein zentraler Aspekt des Spiels ist die in Licht- und Schattenwelt unterteilte Spielwelt. Die Schattenwelt, die der Spieler nach einem gewissen Spielfortschritt an vorgegebenen Stellen betreten kann, ist eine abgeänderte Version der Lichtwelt.
Links Gesundheitszustand wird in Lebenspunkten angezeigt, die im Spiel als „Herzcontainer“ bezeichnet werden. Wenn Link durch gegnerische Angriffe oder Stürze in Abgründe/Lava sämtliche Herzen aufgebraucht hat, endet der Spielversuch. Im Verlaufe des Spiels sammelt der Spieler zusätzliche Herzcontainer ein.
Das Ziel des Spiels ist es, sämtliche Dungeons zu finden, zu betreten, zu erforschen und deren jeweilige Bossgegner zu bekämpfen. In einem Dungeon wird der Spieler mit Rätseln und Gegner konfrontiert. Nachdem er eine Karte eingesammelt hat, kann er eine Übersicht über die Räume des Labyrinths betrachten; zudem gibt es in jedem Labyrinth noch einen Kompass, der den Aufenthaltsort des Bossgegners und des Großen Schlüssels anzeigt. Der Große Schlüssel wiederum öffnet die Tür zum Bossgegner sowie eine besondere Truhe, in der ein neues Item verborgen ist.

## Technik
Nach vier Jahren Entwicklungszeit erschien das Spiel im Jahr 1991 für das Super Nintendo Entertainment System. Es kehrte zur Vogelperspektive des ersten Teiles zurück. Die Entwickler nutzten die im Vergleich zum Nintendo Entertainment System besseren technischen Fähigkeiten des Super Nintendo und gestalteten die Spielwelt mit Liebe zum Detail. Zu diesem Spiel wurde ein deutscher Spieleberater mit Komplettlösung und allen im Spiel zu entdeckenden Geheimnissen von Nintendo veröffentlicht. Im späteren Verlauf des Spiels ist es möglich zwischen der Licht- und der Schattenwelt zu wechseln. Die Übersichtskarte der beiden Parallelwelten ist scrollbar.

## Musik
Der Soundtrack in A Link to the Past wurde von Kōji Kondō komponiert. Aufgrund der deutlich höheren Leistungsfähigkeit des SNES konnte die Qualität der Musik deutlich verbessert werden, da der Soundchip des SNES u. a. mehr Audiokanäle unterstützt, eine höhere Samplingrate aufweist und anders als das NES selbst synthetisch Töne erzeugen kann.
In A Link to the Past wurde die Musik der „The Legend of Zelda“-Serie nachhaltig geprägt. Viele der Musikstücke, die heute typisch für die Serie sind und in neueren Serienablegern wieder gespielt werden, kamen hier zum ersten Mal vor. Darunter sind die Stücke Zeldas Wiegenlied, die Feenquellen, Ganondorfs Thema, Hyrules Schloss, Kakariko und Auswahlbildschirm.
Der Soundtrack zum Spiel erschien 1994 in Japan unter dem Namen Zeruda no Densetsu: Sound & Drama (ゼルダの伝説　SOUND & DRAMA) mit zwei CDs. Die erste CD ist 44 Minuten lang und beinhaltet neben einem Teil des Soundtracks auch ein 17 Minuten langes Stück mit Hintergrundgeräuschen, Klangeffekten und japanischen Dialogen. Die zweite CD beinhaltet 54 Minuten, von denen ein Teil der Musik aus dem originalen The Legend of Zelda stammt.

## A Link to the Past & Four Swords
Das Spiel wurde neuveröffentlicht für den Game Boy Advance im Jahr 2002 zuerst in den USA und im darauffolgenden Jahr in Europa und im Rest der Welt unter dem Namen The Legend of Zelda: A Link to the Past & Four Swords. Das Spiel wurde im Auftrag von Nintendo gemeinsam mit Capcom entwickelt. Neben dem Original-Spiel A Link to the Past ist das neue Spiel Four Swords enthalten. Four Swords ist ein Mehrspieler-Abenteuer, das teilweise mit dem Hauptspiel A Link to the Past verbunden ist. Die Geschichte handelt von dem Windmagier Vaati, der im Schwert der Vier (englisch: Four Sword) eingeschlossen war. Durch das Brechen des Siegels kann Vaati entkommen und entführt Zelda. Nach dem Herausziehen des Schwertes teilt sich das Schwert mit Link in vier verschiedenfarbige Links, die gemeinsam Zelda retten müssen.
Da der Game Boy Advance einen Breitbildschirm hat, wurden die Oberwelt teilweise subtil verändert.

## Sonstiges
- Im Spiel gibt es einen versteckten Raum, ein geheimes Zimmer. Im Englischen ist dieser Raum nach dem Text in der SNES-Version als Chris Houlihan Room (zu deutsch etwa Chris-Houlihan-Raum) bekannt und nach einem US-amerikanischen Nintendo-Fan benannt. Houlihan gewann eine Erwähnung seiner Person in einem ihm unbekannten Spiel. Man erreicht diesen Raum nicht auf normalem Weg im Spiel, sondern nur nach einem komplizierten Prozedere. Die üblichen Programmfehler, durch die man den Raum aufsuchen konnte, wurde in der Neuauflage für den Game Boy Advance behoben. Da es sich bei der herunterladbaren Version für die Wii und Wii U um die originale Version handelt, ist dieser dort erreichbar.
- In Schweden erschien außerdem im Jahr 1997 das Zelda Gold Pack. Dabei handelt es sich um eine Big-Box-Version mit Spieleberater von A Link to the Past, die heute aufgrund der späten Veröffentlichung und der geringen Größe des schwedischen Marktes als eines der seltensten SNES-Spiele gilt.[5]
- Mittlerweile existiert ein vollständiger in C geschriebener Nachbau des originalen, dekompilierten ROM-Images.[6] Dieser besitzt erweiterte Funktionen und lässt sich auf Computerbetriebssystemen und Spielkonsolen ausführen.